# Солдари
Солдари — деревня в Фалёнском районе Кировской области. 

## География
Находится на расстоянии примерно 9 километров по прямой на юго-запад от районного центра поселка Фалёнки.

## История
Известна с 1678 года, когда в ней было учтено 2 двора. Первоначальное название починок Ивана Злобина. В 1764 году учтено 57 жителей. В 1873 году отмечено дворов 22 и жителей 185, в 1905 34 и 220, в 1926  34 и 172, в 1950 11 и 39. В 1989 году учтено 20 жителей. В деревне работали колхозы «12 годовщина Октября», им.Ленина и откормсовхоз «Фаленский». До 2020 года входила в Фалёнское городское поселение, ныне непосредственно в составе Фалёнского района.

## Население
Постоянное население  составляло 230 человек (русские 91%) в 2002 году, 57 в 2010.